# ゴッタルド (列車)

1961年夏時点のTEE網におけるゴッタルド（赤）。

ゴッタルド(Gottardo)はスイスのチューリッヒとイタリアのミラノをゴッタルド鉄道トンネル経由で結んでいた国際列車である。運行区間はスイス側はバーゼルやヴィンタートゥール、ドイツのシュトットガルトへ、またイタリア側ではジェノヴァまで延長されていたこともある。
1961年にTEEとして運行を開始した。1988年にユーロシティとなったが、1995年にはインターシティに格下げされ、1997年にチザルピーノがチューリッヒ - ミラノ系統での運行を始めたのと引き替えに廃止された。1997年からはチューリッヒ - ローマ間のユーロナイトが列車名を引き継いだが、この列車は2003年に他の列車と統合されゴッタルドの名は消滅した。
TEEとして初の電車列車の一つであり、また一等車のみからなる国際列車としては最後まで残ったTEEである。
ここではTEEティチーノ(Ticino)など、その他のチューリッヒ - ミラノ間の列車についても述べる。

## 歴史

### TEE

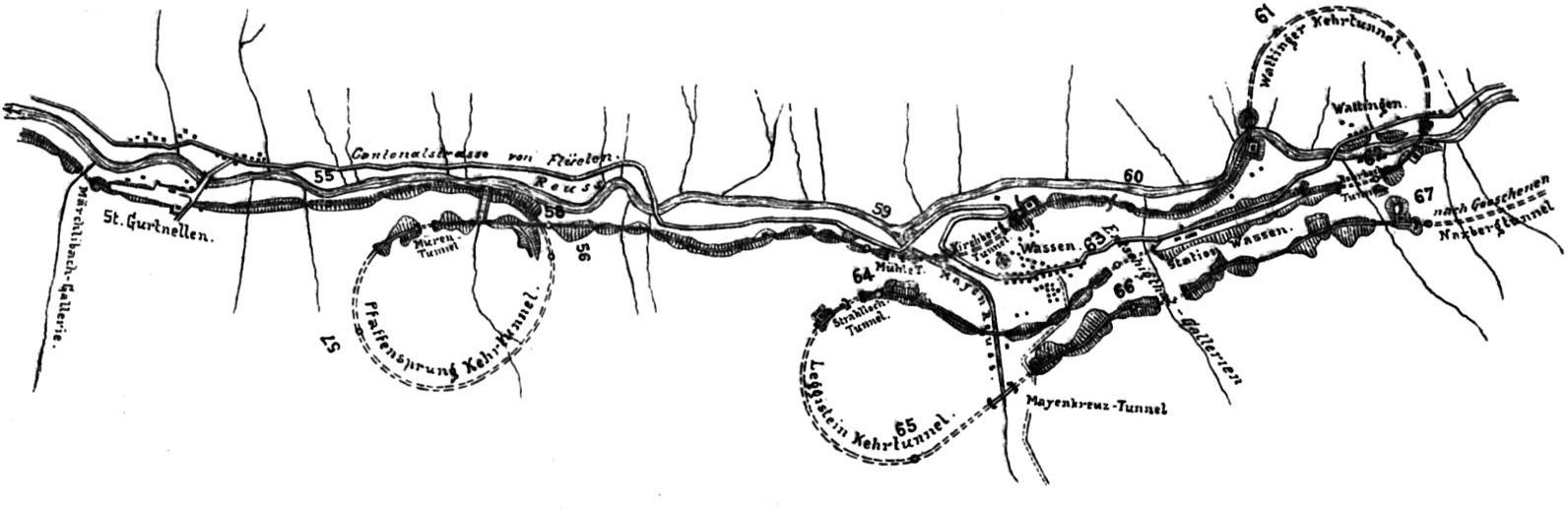
ゴッタルドトンネル北側のループ線

1957年に発足したTEEは、当初全ての列車が気動車列車であった。しかしスイス連邦鉄道（スイス国鉄）では、アルプス山脈越えなどの急勾配区間を含む路線では気動車では出力不足であり、より強力な電車の開発を進めていた。ゴッタルド峠を越えてスイスのチューリッヒとイタリアのミラノを結ぶ路線もそのような急勾配路線の一つであり、ゴッタルド鉄道トンネルの両側では26パーミルの勾配が連続していた。
1961年7月1日、チューリッヒ - ミラノ間に二往復のTEEが新設され、「ゴッタルド」、「ティチーノ」と名付けられた。これらの列車は新たに製造されたスイス国鉄のRAe TEE II型電車を用いていた。列車名はそれぞれゴッタルド峠とティチーノ州のイタリア語表記に由来する。
所要時間は4時間ちょうどで表定速度は73km/hであり、TEEとしては遅い。ただしこれはゴッタルド峠越えのみが原因ではない。実際1962年のダイヤにおいて、峠の前後のビアスカ(Biasca)とエルストフェルト(Erstfeld)の間の表定速度は78.4km/hであり、ルガーノ以南、特に国境のキアッソ(Chiasso)からミラノ市内にかけて他の列車と線路を共用する部分のほうが遅くなっていた。
チューリッヒとミラノの発着時刻は以下の通り。なおティチーノの北行、南行とゴッタルドの北行は同一の車両によって運転されており、20分から25分で折り返していた。
| 南行                  | 南行       | 南行       | 北行                  | 北行       | 北行       |
|                       | ゴッタルド | ティチーノ |                       | ティチーノ | ゴッタルド |
| --------------------- | ---------- | ---------- | --------------------- | ---------- | ---------- |
| チューリッヒ中央駅 発 | 8:45       | 12:40      | ミラノ中央駅 発       | 8:20       | 17:05      |
| ミラノ中央駅 着       | 12:45      | 16:40      | チューリッヒ中央駅 着 | 12:20      | 21:05      |

1965年5月30日のダイヤ改正から、TEEゴッタルドの運行区間はバーゼル - チューリッヒ - ミラノ間に延長された。ただし車両の所属する基地はチューリッヒのままであり、早朝にチューリッヒからバーゼルへ、深夜にバーゼルからチューリッヒへの回送が行なわれていた。ティチーノはチューリッヒ発着のままであった。
1969年6月1日には北行のゴッタルドの終点はチューリッヒに戻された。なおこの時バーゼルとミラノをゴッタルドトンネル経由で結ぶTEEとして、ローラント（ブレーメン - バーゼル - ミラノ）が新設されている。ただしこの列車はチューリッヒを通らず、時間帯もゴッタルドとは異なる。またこのとき南行ゴッタルドのチューリッヒ - ミラノ間の所要時間は3時間47分、表定速度は77.4km/hとなった。これはチザルピーノの登場まで同区間における最短記録となった。

1974年夏時点のTEE網におけるゴッタルド（赤）。

1974年5月26日のダイヤ改正でTEEティチーノは廃止された。これは同改正でそれまでゴッタルド、ティチーノと共通の車両を用いていたTEEシザルパン（パリ - ミラノ）が客車列車化され、代わってこの車両がTEEエーデルヴァイス、イリス（ともにブリュッセル - チューリッヒ）にあてられたことによる運用の変更によるものである。「ティチーノ」という列車名はこの後1982年までミュンヘン - チューリッヒ - ミラノ間の急行列車に用いられた。一方ゴッタルドは、この時のダイヤ改正から夏ダイヤ期間に限りジェノヴァまで延長されるようになった。
1979年の冬ダイヤ（9月30日改正）からゴッタルドがバーゼル始発となるのは平日のみとなった。さらに1980年には夏のジェノヴァへの延長が打ち切られ、1982年夏ダイヤ（5月23日改正）からは平日もチューリッヒ始発となり、ゴッタルドの運行区間は新設当時と同じものに戻った。
1970年代末から1980年代にかけては、多くのTEEが廃止あるいは二等車を含むインターシティなど別の種別の列車に置き換えられていたが、ゴッタルドはTEEのままであった。1987年5月31日のダイヤ改正でユーロシティが発足した際には、ゴッタルドは国際列車としてはただひとつ残ったTEEとなった。ただしこの改正でダイヤは大きく変更された。南行ゴッタルドの始発駅はチューリッヒ空港となり、時刻もそれまで8時台にチューリッヒを出ていたのがチューリッヒ空港発14時18分、中央駅発14時34分となった。折り返しのミラノ発もそれまで17時台だったのが19時30分となった。なお北行列車の終点はチューリッヒ中央駅のままであった。

### ユーロシティ・インターシティ
1980年に国際列車の新たな種別として国際インターシティ(IC)が登場した際には、ティチアーノ（ハンブルク - バーゼル - ミラノ）、メトロポリターノ（フランクフルト・アム・マイン - ジェノヴァ）といったゴッタルドトンネルを通過する列車がインターシティとなった。しかしこれらはいずれもチューリッヒを経由しておらず、チューリッヒとミラノを結んでいたのはTEEゴッタルドのほか4往復の急行列車のみであった。
しかし1987年5月31日のユーロシティ(EC)発足の際には、ゴッタルドトンエルを経由するシュトットガルト（西ドイツ） - チューリッヒ - ミラノの系統に以下の3往復半のユーロシティが新設された。
| 列車番号 | 列車名                            | 運行区間                                   | 運行区間                                            |
| -------- | --------------------------------- | ------------------------------------------ | --------------------------------------------------- |
| EC 53/56 | ロッシーニ Rossini                | シャフハウゼン → チューリッヒ → ミラノ     | ミラノ → チューリッヒ                               |
| EC 83/82 | ヘルマン・ヘッセ Hermann Hesse    | シュトットガルト → チューリッヒ → ミラノ   | キアッソ(Chiasso) → チューリッヒ → シュトットガルト |
| EC 85/84 | バルバロッサ Barbarossa           | シュトットガルト - チューリッヒ - ミラノ   | シュトットガルト - チューリッヒ - ミラノ            |
| EC 87    | シュヴァーベンラント Schwabenland | シュトットガルト → チューリッヒ → キアッソ |                                                     |

なおシュヴァーベンラントの北行（EC 86）はチューリッヒ発シュトットガルト行でありゴッタルドトンネルを越えない。
このほか、チューリッヒ - キアッソ間のスイス国内列車（停車駅、所要時間はユーロシティと同じ）と合わせると、同区間は2時間間隔の等間隔ダイヤとなった。
1988年9月25日にはTEEゴッタルドが、停車駅やダイヤは全く同じままで車両のみを二等車を含むRABe EC型電車に取り替え、種別をユーロシティに変更した。
1989年5月28日には、南行のゴッタルドはヴィンタートゥール発となった。またこのとき同型の電車を利用したユーロシティ「マンゾーニ(Manzoni)」（チューリッヒ発ミラノ行とミラノ発ヴィンタートゥール行）が新設された。マンゾーニの停車駅はゴッタルドと同じであり、他の客車ユーロシティと比べると停車駅は少なく、所要時間は短かった。
1990年夏ダイヤ改正（5月27日）ではゴッタルド、マンゾーニ以外のチューリッヒ - ミラノ系統のユーロシティがインターシティに格下げされた。1991年夏改正（6月2日）では南行のゴッタルドの始発駅（および北行マンゾーニの終着駅）はチューリッヒ空港駅となった。またチューリッヒ（中央駅） - ミラノ - ローマ間のユーロシティ「ラファエロ(Raffaello)」が新設された。1992年冬ダイヤ改正（9月27日）でマンゾーニは廃止されたが、1993年夏改正（5月23日）にはティチーノがチューリッヒ - ミラノ間の客車ユーロシティとして復活した。
1994年7月22日、チューリッヒ行のゴッタルド(EC 58)がファイド（Faido, ゴッタルド峠の南側）近くで脱線事故を起こした。この事故の影響で、同年8月8日からゴッタルドは客車列車に置き換えられた。客車化による速度低下とキアッソでの機関車交換のため、チューリッヒ - ミラノ間の所要時間は26分延びて4時間28分となった。
1995年夏ダイヤ改正（5月29日）で、ゴッタルドとティチーノはインターシティに種別を変更した。ゴッタルドの停車駅は他のインターシティと同様のものになった。南行のゴッタルドの始発はドイツのシュトットガルトとなった。このときチューリッヒ - ミラノ間でユーロシティとして残ったものはラファエロ（チューリッヒ - ローマ）のみである。この区間ではインターシティ（ECラファエロを含む）が2時間間隔で運転されており、アルト・ゴルダウ駅でのバーゼル - ミラノ系統のIC, ECとの乗り継ぎを含めれば同区間は1時間間隔の等間隔ダイヤとなっていた。

### チザルピーノ以降

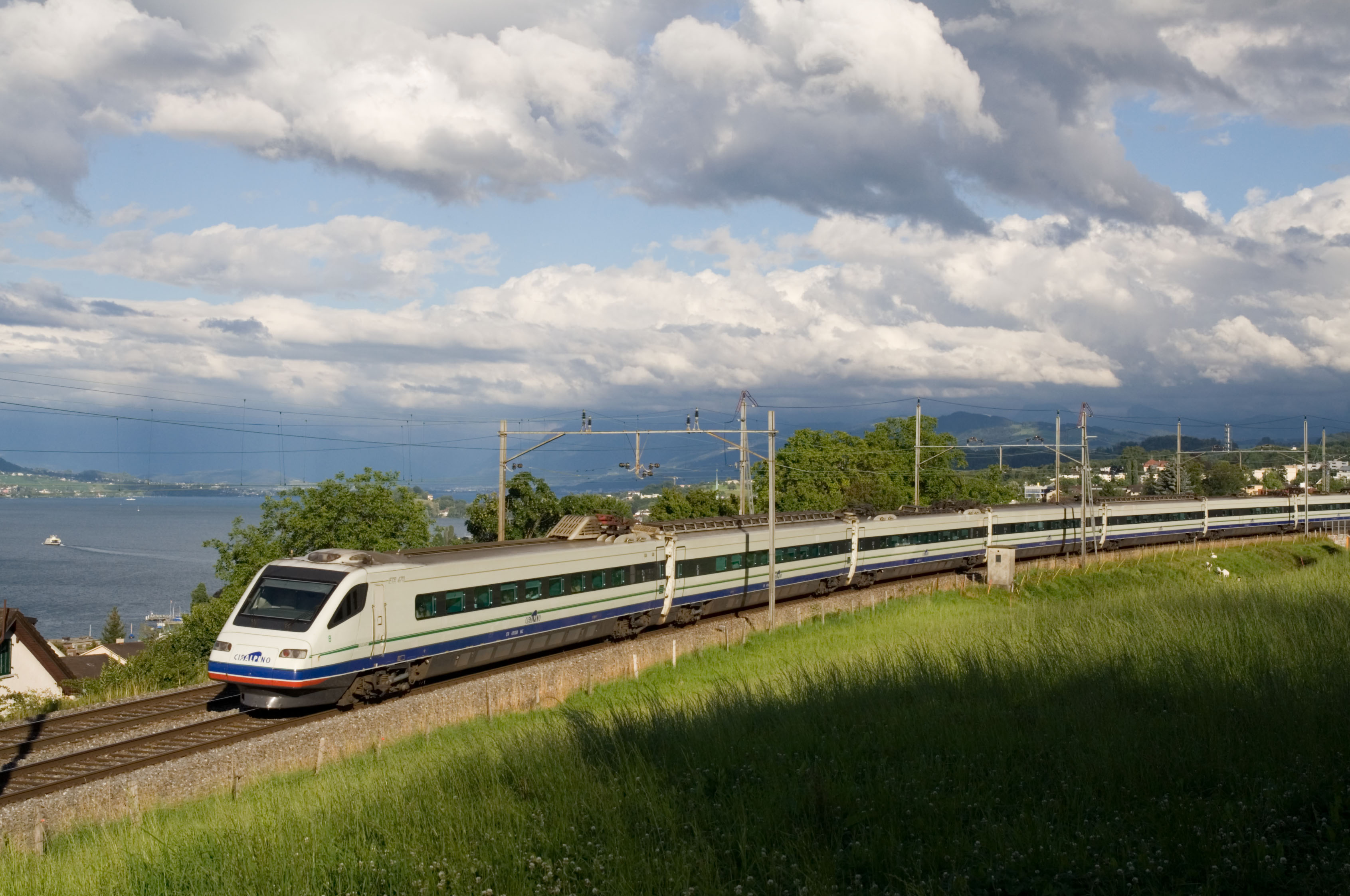
チューリッヒ湖畔を走るチザルピーノ

1997年の夏ダイヤ（6月1日改正）から、チューリッヒ - ミラノ系統でも振り子式電車によるチザルピーノが一日2往復運転されるようになった。このダイヤ改正から同区間の元ゴッタルド、ティチーノなどであったインターシティは列車名を名乗らなくなった。チューリッヒ - ミラノ間の所要時間は3時間40分となり、インターシティと比べて48分短縮された。
チザルピーノはその後増発されて1998年冬ダイヤ（9月27日改正）では4往復となった。うち2往復はシュトットガルトまで、1往復はフィレンツェまで延長されていた。このほかチューリッヒ - ミラノ間には4往復のインターシティも運行されていた。
2005年冬ダイヤ改正（12月11日）ではチューリッヒ - ミラノ系統の客車列車のインターシティもチザルピーノ社による運行となり、ユーロシティに種別を変更した。2006年冬改正（12月10日）ではチザルピーノのシュトットガルトへの乗り入れが打ち切られ、2007年冬改正（12月9日）ではレッチュベルクベーストンネル開業に伴う運用の変更で振り子式電車のチザルピーノが増発された。
2009年にチザルピーノ社は解散し、同年冬ダイヤ改正（12月13日）からチューリッヒ - ミラノ系統の列車はスイス連邦鉄道とトレニタリアの運行するユーロシティとなった。

### ユーロナイト「ゴッタルド」
1997年冬ダイヤ改正から、チューリッヒ - ローマ間をゴッタルド鉄道トンネル経由で結ぶ夜行列車ユーロナイトが「ゴッタルド」を名乗るようになった。これはスイス各地とローマを結んでいた多層建て列車であるユーロナイト「ローマ」のうち、チューリッヒ発着編成を分離して独立した列車としたものである。このときのゴッタルドにはチューリッヒ - ヴェネツィア間の客車も連結されていた。
2003年5月18日には、チューリッヒ発着編成は再びローマと統合され、ゴッタルドの名は消滅した。ローマは2006年冬改正（12月10日）で「ルナ」と改名され、2009年冬改正（12月13日）で廃止された。

### 年表
| 日付 （ダイヤ改正日） | ゴッタルド | その他のチューリッヒ - ミラノ間列車                                                                   |
| --------------------- | --- | --- |
| 1961年7月1日          | TEE「ゴッタルド」と「ティチーノ」、チューリッヒ - ミラノ間で運行開始。                                        | TEE「ゴッタルド」と「ティチーノ」、チューリッヒ - ミラノ間で運行開始。                                |
| 1965年5月30日         | バーゼル - ミラノ間に延長。                                                                                   | |
| 1969年6月1日          | 北行をチューリッヒ終点に短縮。                                                                                | |
| 1974年5月26日         | 夏ダイヤ期間のみジェノヴァまで延長。                                                                          | TEEティチーノ廃止。                                                                                   |
| 1980年6月1日          | ジェノヴァへの延長を廃止。                                                                                    | |
| 1982年5月23日         | 南行の始発をチューリッヒに変更。                                                                              | |
| 1987年5月31日         | 南行の始発をチューリッヒ空港に変更。                                                                          | シュトットガルト - チューリッヒ - ミラノ系統に4往復のユーロシティ（一部区間のみのものも含む）を設定。 |
| 1988年9月25日         | ユーロシティに種別変更。                                                                                      | |
| 1989年5月28日         | 南行をヴィンタートゥール始発に変更。                                                                          | ユーロシティ「マンゾーニ」を新設。                                                                    |
| 1991年6月2日          | 南行の始発をチューリッヒ空港に変更。                                                                          | |
| 1992年9月27日         | | マンゾーニを廃止。                                                                                    |
| 1994年7月22日         | ファイド近くで脱線事故。                                                                                      | |
| 1994年8月8日          | 客車列車に変更。                                                                                              | |
| 1995年5月29日         | インターシティに種別変更。南行はシュトットガルト始発となる。                                                  | インターシティが2時間間隔の等間隔ダイヤとなる。                                                       |
| 1997年6月1日          | インターシティ「ゴッタルド」の列車名使用を中止。代わってチューリッヒ - ローマ間のユーロナイトの列車名となる。 | チザルピーノの運行を開始。                                                                            |
| 2003年5月18日         | ユーロナイト「ローマ」と再統合され、「ゴッタルド」の列車名は消滅。                                            | |
| 2009年12月13日        | | チザルピーノ社解散。チューリッヒ - ミラノ間の列車はユーロシティとなる。                               |

## 現況・将来
2010年 - 11年冬ダイヤにおいては、チューリッヒ - ミラノ間には一日7往復のユーロシティが2時間間隔で運行されている。
アルプトランジット計画の一環として、ゴッタルド峠ではゴッタルドベーストンネルの建設が進められており、2017年に開業する予定である。同じく建設中のツィンメルベルクベーストンネル（チューリッヒ - ツーク間）およびチェネリベーストンネル（ベッリンツォーナ - ルガーノ間）と合わせると、チューリッヒ - ミラノ間の旅客列車の所要時間は2時間40分にまで短縮されると見込まれている。さらにこれらのトンネルの間についても高速化の構想があり、実現すればチューリッヒ - ミラノ間は1時間30分となる。

## 停車駅一覧
主なダイヤ改正時点におけるゴッタルドの停車駅は以下の通り。比較のため1997年夏ダイヤと2009-10年冬ダイヤにおけるチザルピーノ、ユーロシティの停車駅も掲げる。
| 国          | 駅名                                                                    | ゴッタルド    | ゴッタルド     | ゴッタルド     | ゴッタルド     | ゴッタルド     | ゴッタルド     | ゴッタルド     | ゴッタルド     | CIS           | EC              |
| 国          | 駅名                                                                    | TEE           | TEE            | TEE            | TEE            | TEE            | EC             | EC             | IC             | CIS           | EC              |
| 国          | 駅名                                                                    | 1961年 7月1日 | 1965年 5月30日 | 1974年 5月26日 | 1982年 5月23日 | 1987年 5月31日 | 1988年 9月25日 | 1989年 5月28日 | 1995年 5月29日 | 1997年 6月1日 | 2009年 12月13日 |
| ----------- | ----------------------------------------------------------------------- | ------------- | -------------- | -------------- | -------------- | -------------- | -------------- | -------------- | -------------- | ------------- | --------------- |
| ス イ ス    | バーゼルSBB駅                                                           |               | ●              | ▼              |                |                |                |                | ∥              |               |                 |
| ス イ ス    | ヴィンタートゥール中央駅 Winterthur Hauptbahnhof                        | ∥             | ∥              | ▼              |                |                |                |                | ∥              |               |                 |
| ス イ ス    | チューリッヒ空港駅                                                      | ∥             | ∥              | ▼              | ▼              | ▼              |                |                | ∥              |               |                 |
| ス イ ス    | チューリッヒ中央駅                                                      | ●             | ●              | ●              | ●              | ●              | ●              | ●              | ●              | ●             | ●               |
| ス イ ス    | ツーク駅 Bahnhof Zug                                                    | ｜            | ｜             | ｜             | ｜             | ｜             | ｜             | ●              | ●              | ●             | ●               |
| ス イ ス    | アルト・ゴルダウ駅 Bahnhof Arth-Goldau                                  | ｜            | ｜             | ｜             | ｜             | ｜             | ｜             | ｜             | ●              | ●             | ●               |
| ス イ ス    | ゲシェネン駅 Bahnhof Göschenen                                          | ｜            | ｜             | ｜             | ｜             | ｜             | ｜             | ｜             | ｜             | ｜            | ●               |
| ス イ ス    | ベッリンツォーナ駅 Stazione di Bellinzona                               | ｜            | ｜             | ｜             | ｜             | ●              | ●              | ●              | ●              | ●             | ●               |
| ス イ ス    | ルガーノ駅 Stazione di Lugano                                           | ●             | ●              | ●              | ●              | ●              | ●              | ●              | ●              | ●             | ●               |
| ス イ ス    | キアッソ駅 Stazione di Chiasso                                          | ｜            | ｜             | ｜             | ｜             | ｜             | ｜             | ｜             | ●              | ｜            | ●               |
| イ タ リ ア | コモ・サン・ジョヴァンニ駅 Stazione di Como San Giovanni                | ●             | ●              | ●              | ●              | ●              | ●              | ●              | ●              | ●             | ●               |
| イ タ リ ア | ミラノ中央駅                                                            | ●             | ●              | ●              | ●              | ●              | ●              | ●              | ●              | ●             | ●               |
| イ タ リ ア | ジェノヴァ・ピアッツァ・プリンチペ駅 Stazione di Genova Piazza Principe |               |                | ※              |                |                |                |                |                |               |                 |
| イ タ リ ア | ジェノバ・ブリーニョレ駅 Stazione di Genova Brignole                    | ※             |                |                |                |                |                |                |                |               |                 |

| ●    | ▼                    | ｜   | ∥        | ※        |
| ---- | -------------------- | ---- | -------- | -------- |
| 停車 | ミラノ方面行のみ停車 | 通過 | 経由せず | 注釈参照 |

1. ↑  1969年6月1日以降は北行のみ。
2. ↑  南行のみシュトットガルト中央駅始発（途中停車駅省略）。
3. ↑  バーゼル、ルツェルン方面からの路線との合流点。
4. ↑  ゴッタルド鉄道トンネルの北側入口で、マッターホルン・ゴッタルド鉄道シェレネン線（アンデルマット方面）との接続駅。
5. ↑  1985年6月2日から停車
6. 1 2  1979年までの夏ダイヤ期間のみ延長。1979年夏はジェノヴァPP駅まで。

## 車両・編成

### 電車(TEE/EC)

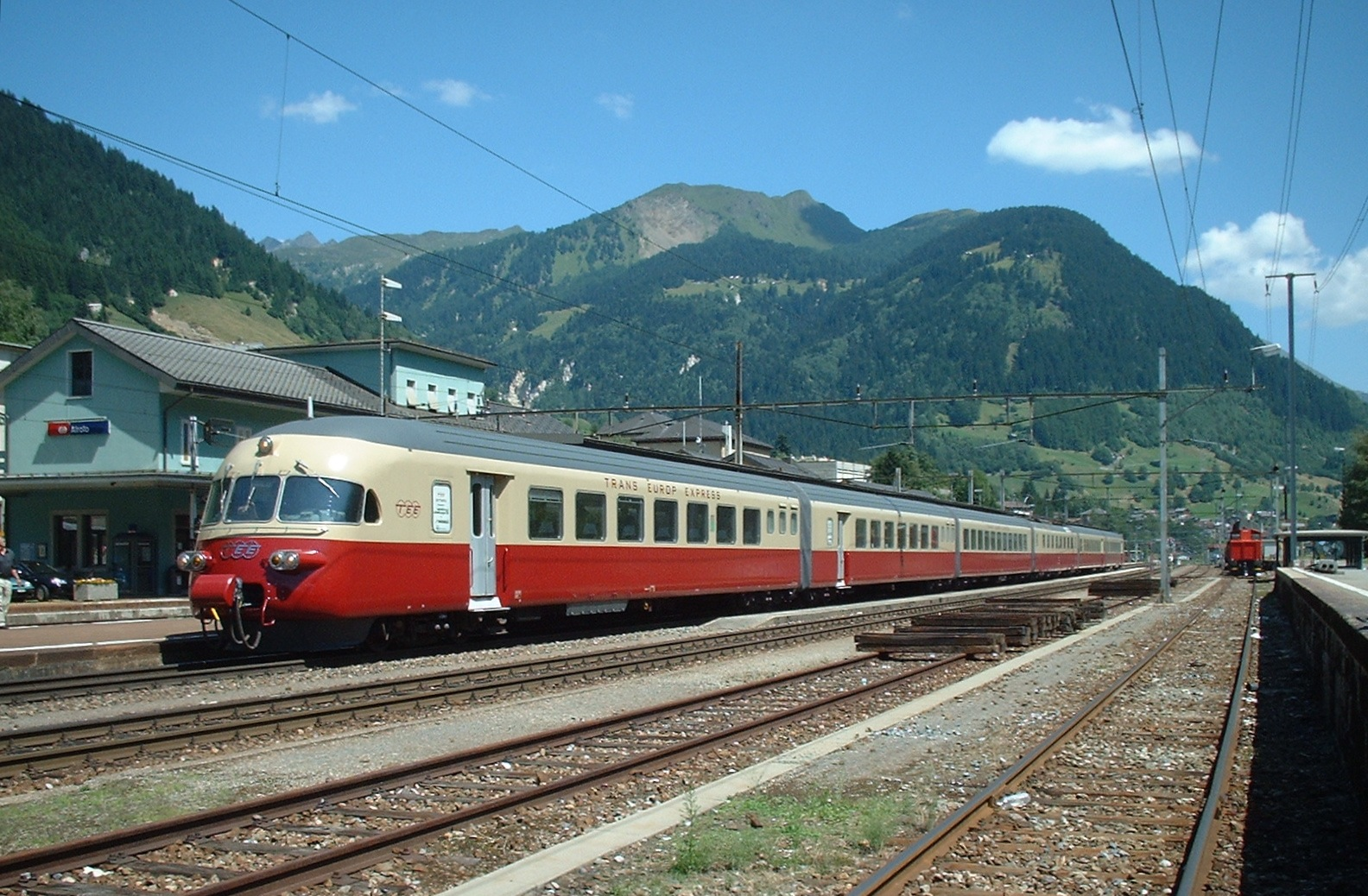
RAe TEE ^{II}形電車（復元編成）

TEE時代のゴッタルドとティチーノはスイス連邦鉄道（スイス国鉄）のRAe TEEII形電車を用いていた。従来のTEEは全て気動車列車であったが、スイス国鉄はゴッタルド峠の26パーミルの勾配でも高速に走行できるよう新型の電車を開発した。西ヨーロッパの主要な4通りの電化方法（直流1500V, 3000V, 交流25kV 50Hz, 15kV 16 2/3Hz）に対応している。固定編成の電車ではあるが、動力車は中間の1両のみであり、この車両には客席がないなど、実質的には動力集中方式である。最高速度は160km/hで、車体の設計にはスイスの軽量客車の技術が用いられている。
1961年の登場時には5両編成で、一等制御車 - 動力車 - 食堂車 - 一等付随車 - 一等制御車という編成であった。TEEにおいては開放座席車のほうが評判がよかったため、一等車はすべて定員42名の開放座席車で、コンパートメント車は存在しない。また、以前にスイス国鉄がオランダ国鉄と共同で製作した気動車（RAm TEEI形）では食堂車は半室であったが、これが狭くて不評であったために動力車に厨房、を設置し、食堂車は1両の約2/3を食堂に、さらに残り約1/3にバーを設けたものとした。
動力車には電化方式や各国の架線の仕様の違いに対応するため4つのパンタグラフが備えられている。台車は3軸で、各々外側の2軸が動力軸、中間の車軸は無動力である。車内は機械室と通路のほかは乗務員室、荷物室と食堂車用の厨房で占められている。
1961年から1974年まで、RAe TEE II形電車はTEEゴッタルド、ティチーノとシザルパン（パリ - ミラノ）と共通の運用であり、RAe 1051からRAe 1054までの4編成（1967年に1編成増備）が4日周期で以下のように運用された。
| 日    | 列車                 | 区間                  |
| ----- | -------------------- | --------------------- |
| 第1日 | ゴッタルド           | チューリッヒ → ミラノ |
| 第1日 | シザルパン           | ミラノ → パリ         |
| 第2日 | シザルパン           | パリ → ミラノ         |
| 第3日 | ティチーノ           | ミラノ → チューリッヒ |
| 第3日 | ティチーノ           | チューリッヒ → ミラノ |
| 第3日 | ゴッタルド           | ミラノ → チューリッヒ |
| 第4日 | 予備（チューリッヒ） | 予備（チューリッヒ）  |

1966年10月1日からは一等付随車が1両増やされ6両編成となった。なお動力車は最初から6両編成でも十分な出力を確保できるよう設計されていた。
1974年5月26日から、ティチーノの廃止とシザルパンの客車化による運用の変更で、RAe TEE II形電車はゴッタルドのほかブリュッセル - チューリッヒ間のTEEエーデルヴァイス、イリスと共通の運用となった。1981年のイリスのインターシティへの格下げ以降は、ゴッタルドは本形式の電車による唯一のTEEとなった。

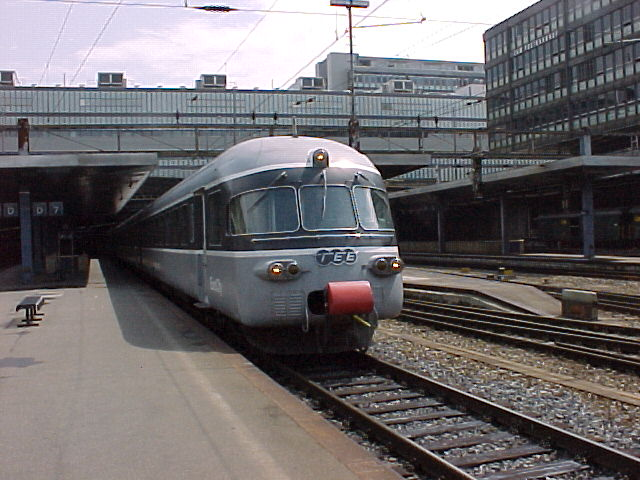
RABe EC型電車

1988年9月25日のユーロシティ化後は、ゴッタルドはRAe TEE II形の一部車両を二等車に改造したRABe EC形電車で運転された。一等車2両（5、6号車）が二等車に、食堂車のバー部分を除いた部分が二等サロン席に改造され、定員は一等84名、二等108名、二等サロン席39席となり、食事は各座席まで運ばれるシートサービスを基本とするようになった。また塗装はクリーム地に赤のTEE色から濃淡2色の灰色に変更され、「灰色の鼠(graue maus)」の愛称で呼ばれた。
1989年から1992年まで運行されていたECマンゾーニも同形式の電車を用いていた。この時期には他にもジュネーヴ - ローザンヌ - ミラノ系統やシュトットガルト - チューリッヒ系統のユーロシティの一部にも用いられていた。
1994年の脱線事故の後、ゴッタルドでは用いられなくなった。
他の定期列車での運用も1999年に終了した。その後、スイス国鉄の鉄道保存部門であるSBB HistoricによりRABe 1053編成がTEE当時の外観に復元され、2003年から観光列車として不定期に運転されている。2003年6月12日の運行開始時には"TEE Gottardo"の名前が用いられた。

### 客車・機関車

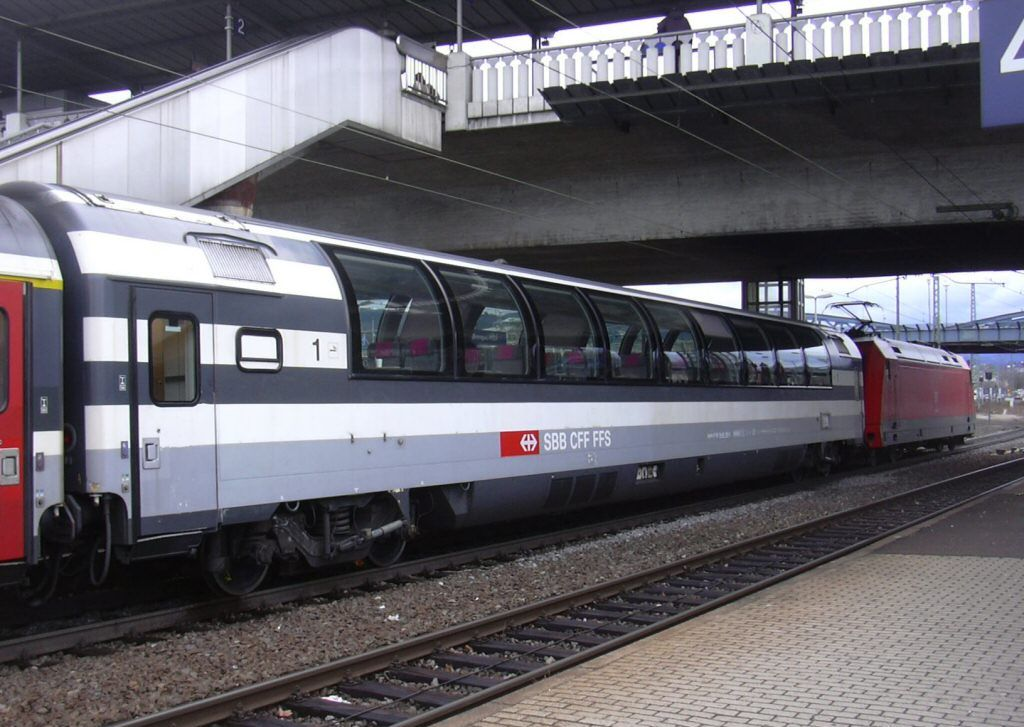
スイス国鉄の展望車

脱線事故の後、1994年8月8日からゴッタルドは電気機関車牽引の客車列車となった。途中キアッソでスイス国鉄とイタリア国鉄の機関車の交換を行なった。
1995年夏ダイヤ改正（5月29日）からは、ゴッタルドにはスイス国鉄の一等展望車が連結された。

### チザルピーノ
1997年からゴッタルド系統でもETR470電車によるチザルピーノの運転が始まった。ETR470は9両固定編成（一等車3両、食堂車1両、二等車5両）で、車体傾斜機能を持ち曲線の通過速度が向上している。電化方式は交流15kV 16 2/3Hzと直流3000Vの二通りに対応する。
2009年に運行を始めたETR610電車は2012年からゴッタルド系統には用いられ、ゴッタルドベーストンネル開業後も同系統でも用いられる計画である。

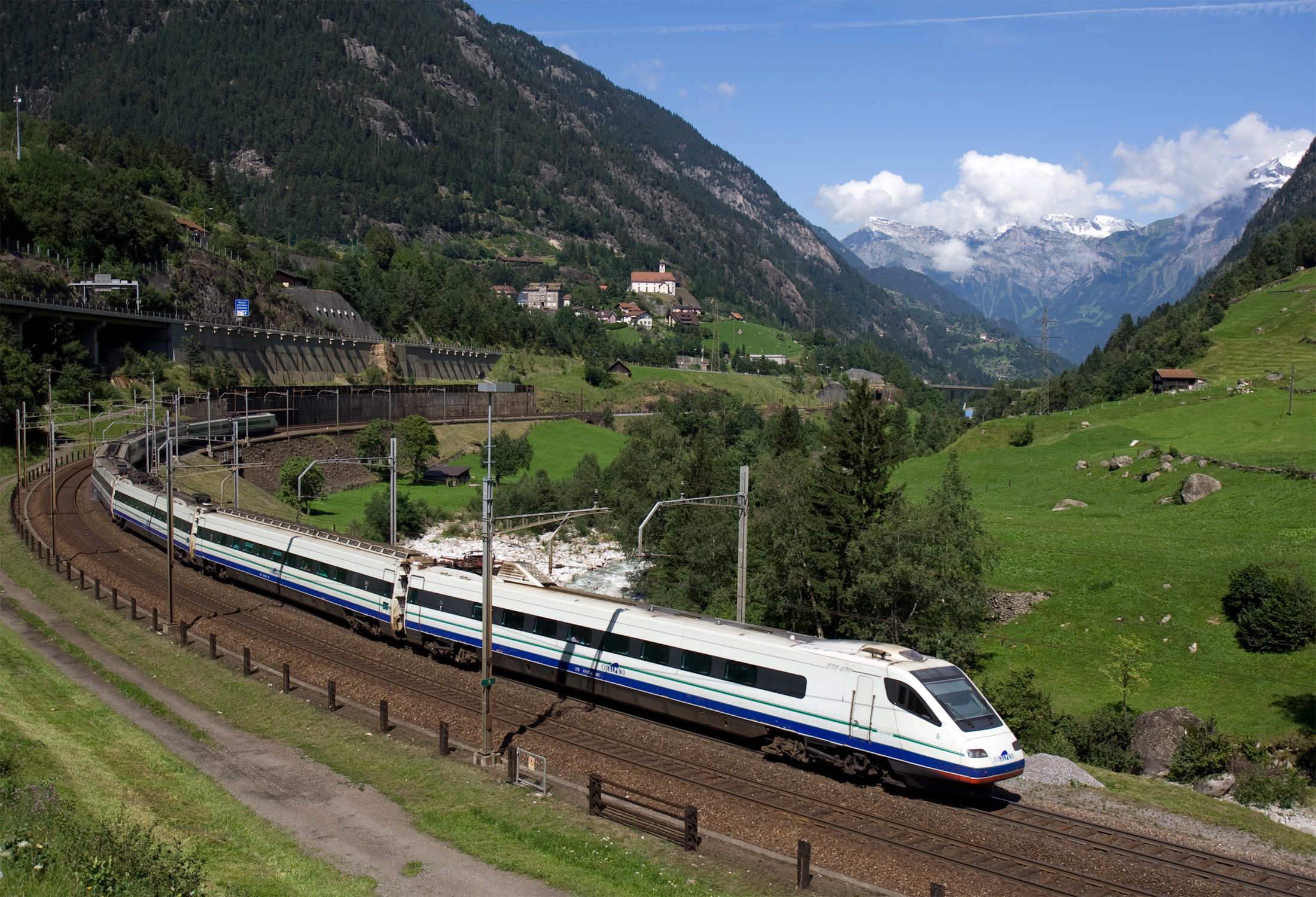
ETR470
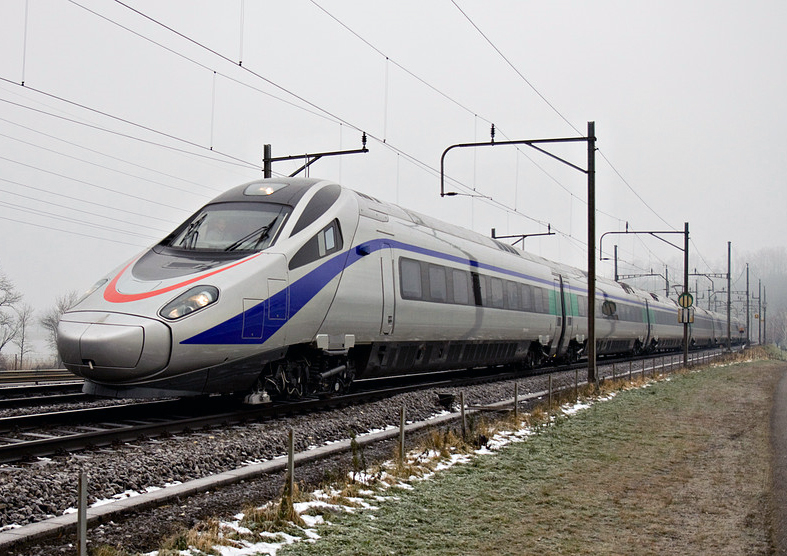
ETR610